# Jaworzno Byczyna
Jaworzno Byczyna – zlikwidowana stacja kolejowa w jaworznickiej dzielnicy Byczyna w województwie śląskim. Znajdowała się przy ul. Na Stoku, usytuowana była na kilometrze 15,154 dawnej linii kolejowej nr 126. Jaworzno Szczakowa – Bolęcin, między przystankiem Bory a przystankiem Chrzanów Kąty.